# Sceloporus internasalis
Espèce
Synonymes
- Sceloporus malachiticus internasalis Smith & Bumzahem, 1955

Statut de conservation UICN

 LC  : Préoccupation mineure
Sceloporus internasalis est une espèce de sauriens de la famille des Phrynosomatidae.

## Répartition
Cette espèce se rencontre :
- dans l'ouest du Guatemala ;
- au Mexique dans le sud du Veracruz et dans l'Est d'Oaxaca.

## Publication originale
- Smith & Bumzahem, 1955 : The identity of the trans-isthmic populations of the malachite tree-lizard (Sceloporus malachiticus Cope). Herpetologica, vol. 11, no 2, p. 118-120.